# 일본 오타쿠 대상
일본 오타쿠 대상(일본어: 日本オタク大賞 니혼 오타쿠 타이쇼[*])는 매년 말 혹은 연 초에 한해의 오타쿠에 관계된 것들을 돌아보는 이벤트이다. 그 해를 상징하는 작품과 토픽에 대해 대상이나 심사위원 상이 수여된다.